# جيرون دروست
جيرون دروست (بالهولندية: Jeroen Drost)‏ (21 يناير 1987 بكامبن في هولندا - ) هو لاعب كرة قدم هولندي في مركز الدفاع. شارك مع منتخب هولندا تحت 19 سنة لكرة القدم ومنتخب هولندا تحت 21 سنة لكرة القدم. أما مع النوادي، فقد لعب مع إن إي سي نيميخن وبي إي سي زفوله ودي غرافشاب وفيتيسه آرنهم ونادي هيرنفين.

## وصلات خارجية
- جيرون دروست على موقع الاتحاد الدولي (مؤرشف)  (الإنجليزية)
- جيرون دروست على موقع قاعدة بيانات كرة القدم.إي يو (الإنجليزية)
- جيرون دروست على موقع Soccerway.com (الإنجليزية)